# Helen Ferguson
Helen Ferguson (23 de julio de 1901 - 14 de marzo de 1977) fue una actriz estadounidense, dedicada posteriormente a la publicidad. 
Nació en Decatur, Illinois. Se graduó en la Nicholas High School de Chicago y en la Academia de Bellas Artes. Antes de dedicarse al cine, Ferguson trabajó como reportera de prensa.
Probablemente debutó en el cine en 1914, aunque sus primeros créditos no aparecen hasta 1917. Pronto brilló en papeles para la Fox Film Corporation en 1920, que es el año en que su carrera realmente despegó. Fue escogida para hacer principalmente westerns, comedias, y seriales. En 1922 fue seleccionada como una de las WAMPAS Baby Stars.
Se casó con el actor William Russell en 1925, pero él falleció en 1929. Al año siguiente se casó con el rico banquero Richard L. Hargreaves. Tras su segundo matrimonio, dejó el cine para concentrarse en el trabajo teatral, aunque tuvo poco éxito en este medio. 
En 1933 dejó la interpretación para dedicarse al mundo de la publicidad, un trabajo en el que tendría gran éxito y que le dio un gran poder en Hollywood, ya que representaba a grandes estrellas tales como Henry Fonda, Barbara Stanwyck, y Robert Taylor, entre otras. Así mismo, representó durante más de diecinueve años a la actriz Loretta Young. 
En 1941 falleció su segundo marido, y se retiró de la publicidad en 1967. 
Falleció en Clearwater, Florida, en 1977. Está enterrada en el cementerio Forest Lawn Glendale de Glendale, California.
Helen Ferguson tiene una estrella en el Paseo de la Fama de Hollywood por su contribución al cine, en el 6153 de Hollywood Boulevard.

## Filmografía
- The End of the Road (1919)
- The Freeze-Out (1921)
- Miss Lulu Bett (1921)
- Hungry Hearts (1922)
- The Scarlet West (1925)
- Wild West (1925)
- In Old California (1929)